# 王澄 (西晋)
王澄（269年—312年），字平子，瑯琊臨沂（今山東臨沂）人。出身瑯琊王氏，司徒王戎的堂弟，在西晉官至荊州刺史。

## 生平
王澄幼聰慧，雖然還沒有說話，但見到人的行為舉止，就知道背後的用意。王衍的妻子郭氏，性情貪婪卑鄙，想命令婢女去路上擔糞。當時王澄十四歲，勸諫郭氏不能這麼做。郭氏大怒，跟王澄說：“昔夫人臨終，以小郎屬新婦，不以新婦屬小郎。”因此捉住王澄的衣服，想要打他。王澄掙脫，跨出窗外逃走。
王澄调任荆州刺史，朝中要员前往送行时，王澄却上树掏取鹊巢，“神色自若，旁若无人”。王衍有盛名於世間，當時的人們認為他能做為人倫的借鏡。王衍特別看重弟弟王澄及王敦、庾敳，曾將天下人士品評：“阿平第一，子嵩第二，處仲第三。”王澄曾跟王衍說：“兄形似道，而神鋒太俊。”王衍回話：“誠不如卿落落穆穆然也。”王澄於是顯揚名聲。凡是經過王澄所提的題目，王衍便不再多言，就說“已經平子矣”。
王澄后被王敦猜忌，被王敦派力士路戎杀死。

## 家庭

### 祖父
- 王雄，王澄祖父，幽州刺史。

### 父母
- 王乂，王澄之父，西晉平北將軍。
- 樂安任氏[2]

### 兄弟
- 王衍，王澄之兄，官至司徒。
- 王詡，字季胤，仕至脩武令。[3]

### 子女
- 王詹，王澄長子，早卒。
- 王徽，王澄次子，官至右軍司馬。

### 族人
- 王戎，王澄堂兄，西晉大臣，官至司徒。